# Robert Smith (homme politique britanno-colombien)
Pour les articles homonymes, voir Robert Smith et Smith.
Robert Smith est un homme politique canadien de la Colombie-Britannique. Il est député provincial indépendant de la circonscription britanno-colombienne de Yale de 1871 à 1878.

## Biographie
Avant l'entrée de la Colombie-Britannique dans la Confédération canadienne, Smith représente la circonscription de Yale et de Lytton au Conseil législatif de la Colombie-Britannique (en). Il se présente sans succès sur la scène fédérale dans la circonscription de Yale en 1872.
Smith introduit une motion à l'Assemblée indiquant que si la construction du chemin de fer promis lors de l'entrée dans la Confédération n'avait pas commencée en janvier 1876, la province se réservait le droit de quitter la Confédération et d'exiger une compensation monétaire de 30 millions de dollars.